# Renata Březinová
Renata Březinová (Rychnov nad Kněžnou, 6 gennaio 1990) è una cestista ceca.
Centro di 191 cm, ha giocato nella ZBL ceca con Sokol HK, Pardubice, BLK Praga.

## Carriera
In patria ha giocato nella massima serie. Nel 2013-2014 è ingaggiata come straniera dell'Olympia Catania. È la miglior rimbalzista della prima fase del campionato.
Nel 2014-15 è stata ingaggiata dall'Azzurra Orvieto.
Con la Rep. Ceca ha disputato due edizioni dei Campionati europei (2019, 2021).

## Statistiche

### Presenze e punti nei club
Statistiche aggiornate al 29 gennaio 2017
| Stagione        | Squadra                     | Competizione    | Partite | Partite | Partite | Statistiche tiro | Statistiche tiro | Statistiche tiro | Altre statistiche | Altre statistiche | Altre statistiche | Altre statistiche | Altre statistiche |
| Stagione        | Squadra                     | Competizione    | Pres.   | Titol.  | Minuti  | Tiri da 2        | Tiri da 3        | Liberi           | Rimb.             | Assist            | Rubate            | Stopp.            | Punti             |
| --------------- | --------------------------- | --------------- | ------- | ------- | ------- | ---------------- | ---------------- | ---------------- | ----------------- | ----------------- | ----------------- | ----------------- | ----------------- |
| 2013-2014       | Olympia Catania             | Serie A2        | 22      | 21      | 767     | 133/249          | 16/49            | 92/117           | 250               | 18                | 38                | 10                | 406               |
| 2014-2015       | Ceprini Costruzioni Orvieto | Serie A1        | 25      | 22      | 606     | 66/150           | 30/84            | 42/52            | 161               | 24                | 31                | 8                 | 264               |
| 2015-2016       | Lavezzini Parma             | Serie A1        | 30      | 30      | 795     | 85/174           | 21/88            | 42/53            | 166               | 29                | 31                | 11                | 275               |
| 2016-2017       | Cest. Spezzina              | Serie A1        | 12      | 11      | 356     | 29/65            | 10/47            | 12/15            | 83                | 6                 | 12                | 0                 | 100               |
| Totale carriera | Totale carriera             | Totale carriera | 89      | 84      | 2524    | 313/638          | 77/268           | 188/237          | 660               | 77                | 112               | 29                | 1045              |